# Gran Hotel Villavicencio

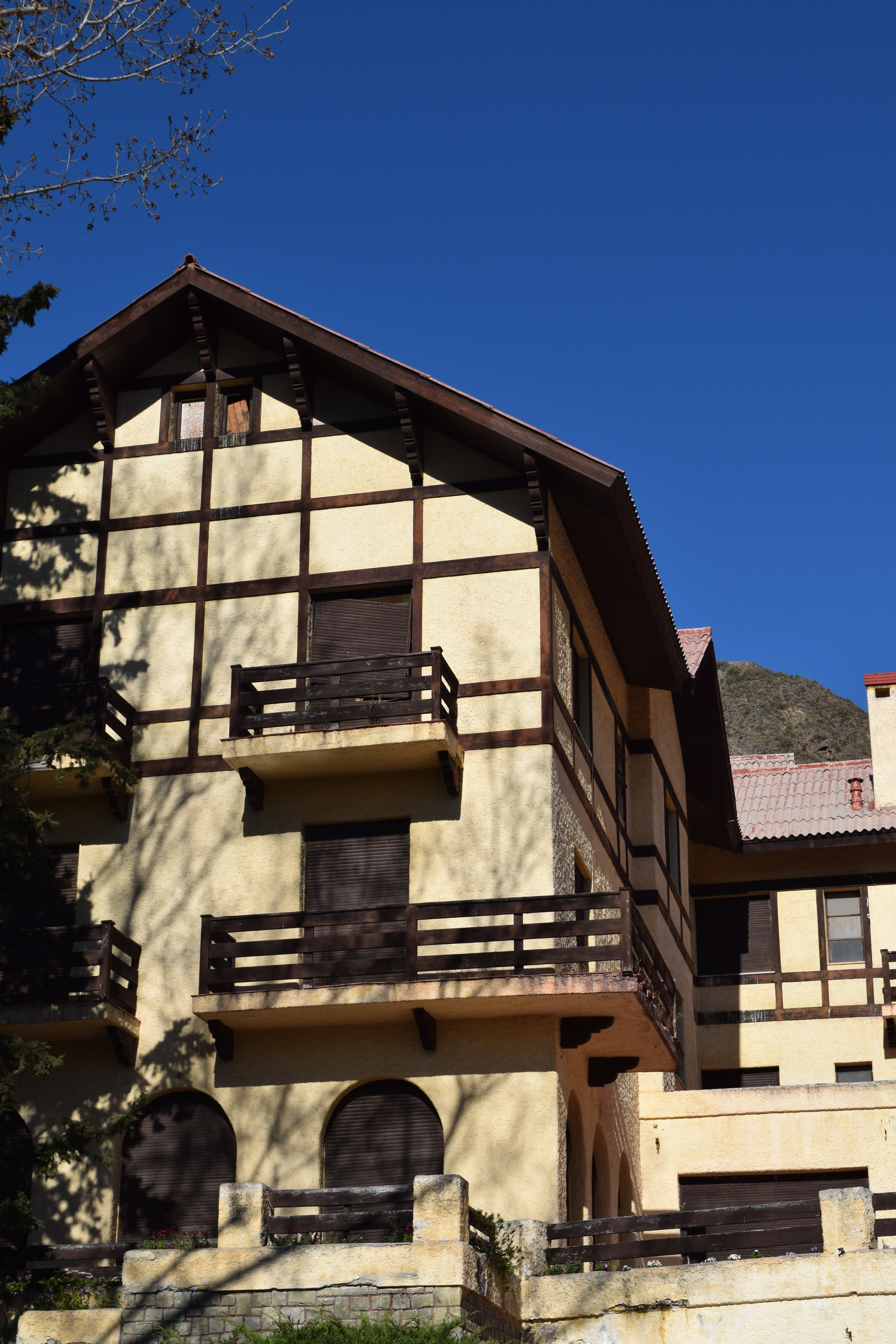
El hotel tiene estilo europeo y arquitectura alpina normanda.

El Gran Hotel Villavicencio fue un complejo turístico ubicado en la actual Reserva natural Villavicencio, en el departamento Las Heras, provincia de Mendoza, en Argentina. Fue inaugurado en 1940 y funcionó hasta el año 1979, cerrando sus puertas luego del Mundial de Fútbol de 1978. El edificio tiene estilo europeo y una arquitectura alpina normanda y se encuentra a 1750 metros sobre el nivel del mar.

## Orígenes
La historia del lugar se remonta a la fundación de Mendoza. En el año 1500, se crea la estancia de Canota por medio del registro de propiedad N° 1, en una zona que tenía un gran potencial para el desarrollo de la minería y la ganadería. Los primeros en ocupar el lugar fueron los Jesuitas, quienes construyeron hornillos para la fundición de oro y plata, los que eran trasladados por medio de mulas a Chile desde las Minas de Paramillos.
En 1680, el capitán canario Joseph Villavicencio se instala en el lugar y descubre minas de oro y plata a unos 12 kilómetros de la actual ubicación del hotel. Villavicencio fue uno de los capitanes que acompañó a Pedro del Castillo durante la fundación de Mendoza.
Entre 1561 y 1891, Villavicencio fue la principal ruta de comunicación entre Buenos Aires y Santiago de Chile. Existía entonces en el lugar una precaria casa o posta que hacía 1810 ofrecía a los viajeros un refugio pese a las escasas comodidades. En 1835, el naturalista inglés Charles Darwin descansó en Villavicencio por dos días durante uno de sus viajes.

## Historia
En 1923, el ganadero y miembro de la Sociedad Rural Argentina, Ángel Velaz adquiere estas tierras para dar iniciativa al emprendimiento de las Termas de Villavicencio. Durante su gestión se construye una planta de fraccionamiento y embotellado de agua mineral y un caño de agua que iba desde las vertientes manantiales hasta la ciudad de Mendoza. Desde este lugar el agua era distribuida en botellas de vidrio hacia diferentes puntos del país.
En 1934 un gran aluvión afecta al hotel de Cacheuta e inhabilita el Tren Trasandino, el cual permaneció cerrado por 10 años y se vio afectado el trazado de la ruta entre Mendoza y Uspallata. Al paralizarse el transporte al vecino país, fue reactivada la Ruta 7 que en aquel entonces su traza pasaba por Villavicencio. Para facilitar el acceso a Punta de Vacas, fueron construidos los Caracoles de Villavicencio, camino que cuenta con 365 curvas y pertenece a la actual Ruta Provincia N.º 52. Aprovechando esta situación, Vázques decide impulsar nuevamente a Villavicencio y construir un nuevo hotel, de grandes dimensiones y lujos, destino a las altas clases sociales.
En 1943, Ángel Velaz fallece en el hotel y sus sobrinos se hacen cargo del emprendimiento. En 1979 el empresario Héctor Greco compra el hotel y la planta embotelladora de agua. La idea del Grupo Greco era hacer una gran inversión y ampliar el hotel llevándolo a 150 habitaciones. Pero la alta demanda de agua y electricidad hicieron que se descarten estos planes. 
En 1980, el Grupo Greco se declara en quiebra, y sus empresas junto al hotel quedan a la deriva. En 1992, la provincia de Mendoza decida intervenir el hotel. Luego el Grupo Carellone compra la empresa y se hace cargo de los emprendimientos, construyen una planta fraccionadora de agua en la localidad de Canota e intenta reactivar al hotel, pero estos proyectos tampoco prosperan. 
En el año 2000 se formaliza la compra de Termas de Villavicencio por parte del grupo de capital francés Aguas Danone de Argentina y se crea la Reserva Natural Villavicencio.